# 舌乳頭
舌乳頭は、舌の上面に多数ある小さな突起状の構造である。人間の舌には、有郭乳頭、茸状乳頭、糸状乳頭、葉状乳頭の4種類の乳頭がある。
最も多いのが糸状乳頭で、舌表面の前3分の2のほとんどを占める。舌の触覚に働くが、他の舌乳頭と違い味蕾がない。糸状乳頭は小さく円錐形をしており、分界溝に平行に並ぶ。舌尖では横に並ぶ。

## 他の動物
家畜哺乳類には7種類の乳頭が存在し、その存在と分布は種によって異なる。
- 味覚に関連しない（機械乳頭）：糸状、円錐状、レンズ状、縁状
- 味覚に関連する（味覚乳頭）：茸状、有郭、葉状

葉状乳頭はヒトではかなり原始的な構造であり、他の多くの哺乳類における同様の構造の進化的痕跡を表している。
円錐乳頭は舌根に存在する、低い円錐形の乳頭。味覚機能には関与せず、採食や食物の移動などの機械的な機能に関与する。

## ギャラリー

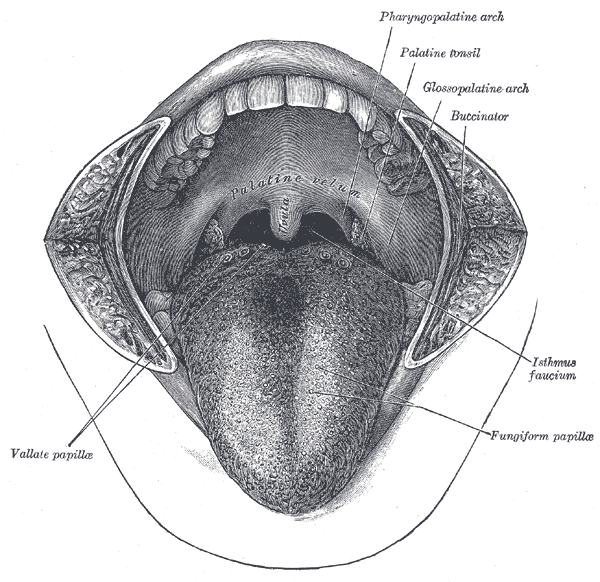
口。頬は横に切り込まれ、舌は前方に引っ張られている
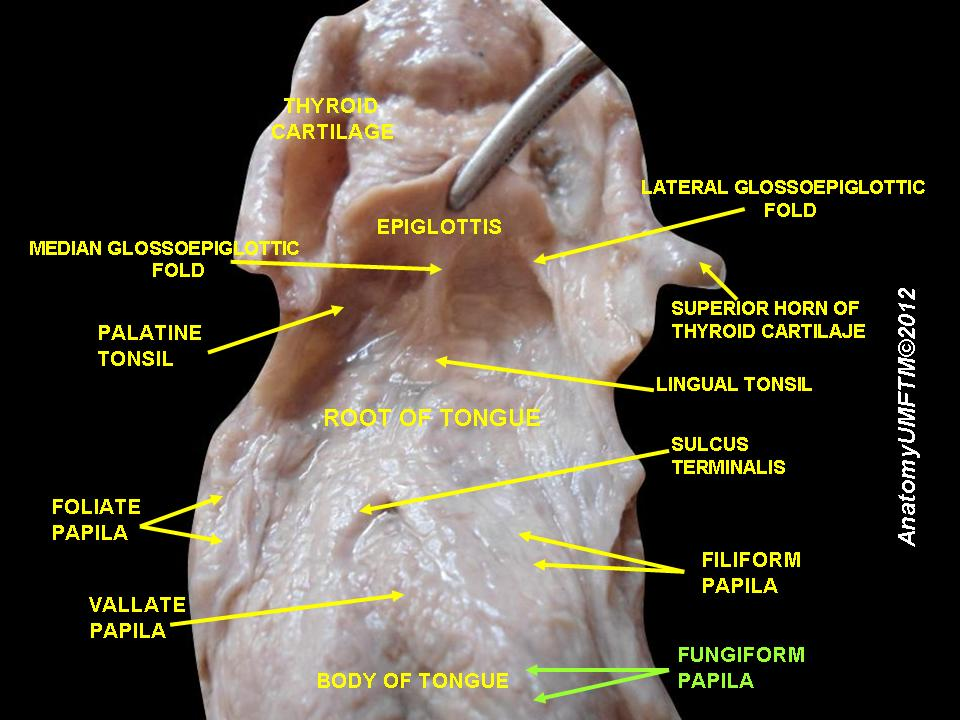
乳頭とその他の舌の目印
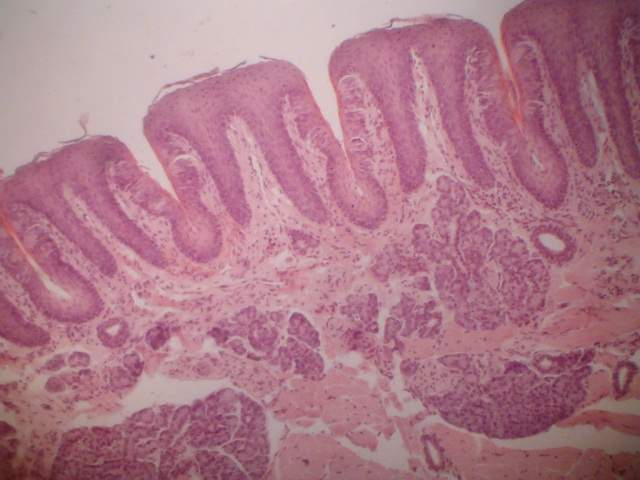
葉状乳頭
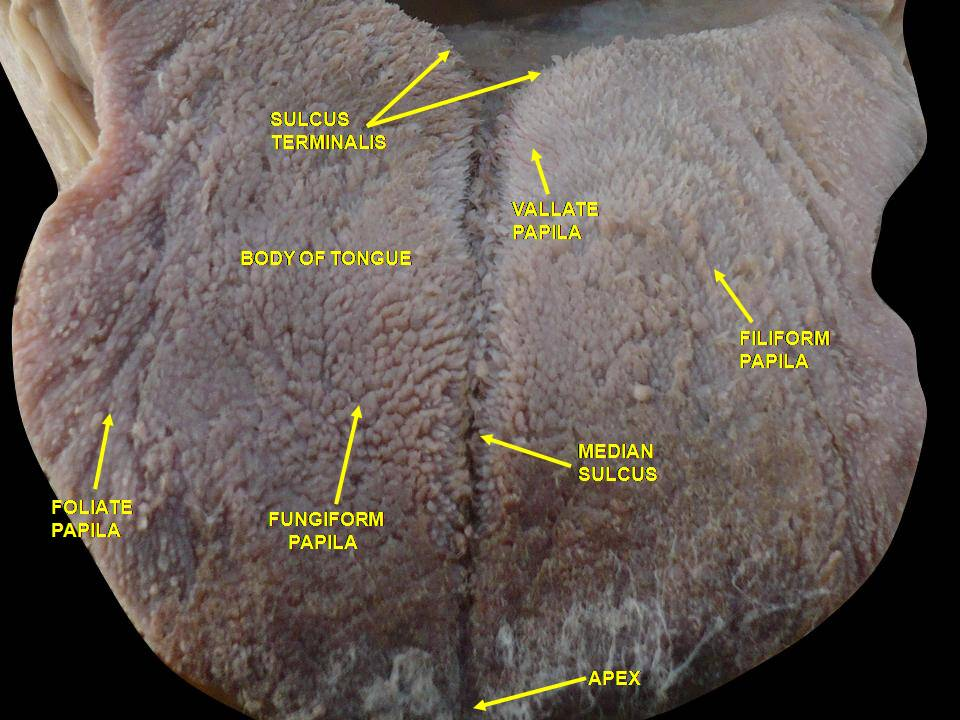
口床。深部解剖正面図その１。
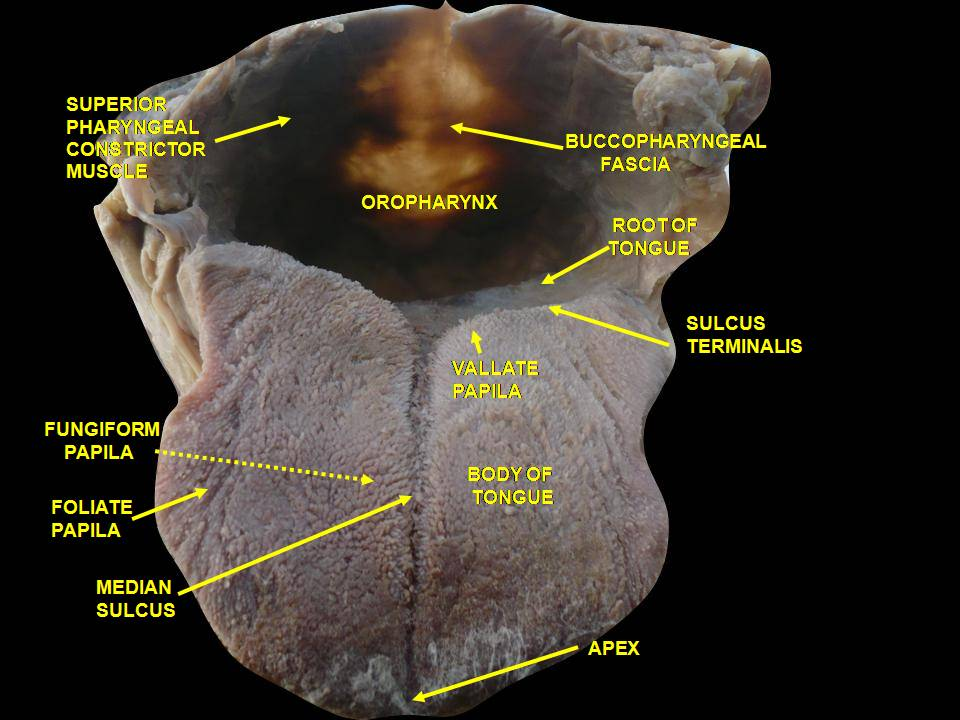
口床。深部解剖正面図その２
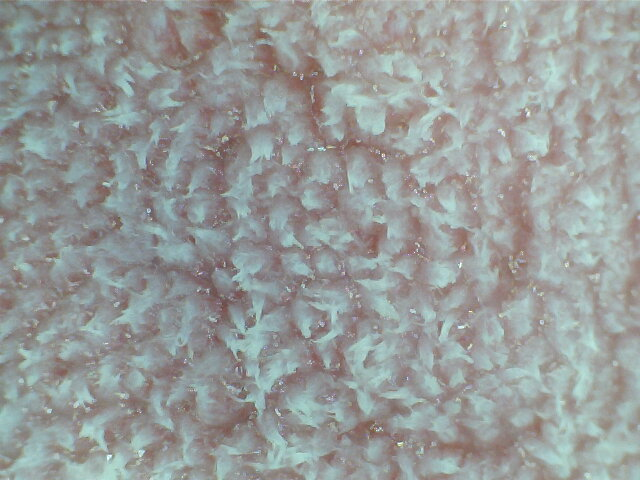
USB顕微鏡を使用して撮影した糸状乳頭の写真。